# Guilherme Roth
Guilherme Roth dos Santos (Caxias do Sul, 11 de outubro de 1982) é um nadador brasileiro.

## Carreira
No Campeonato Mundial de Natação em Piscina Curta de 2006 foi finalista na prova dos 4x100m livres, ficando na 5ª posição, e também finalista na prova dos 50 metros livres, terminando em 8º lugar. Também ficou em 19º nos 100 metros livres , e 9º nos 4x100m medley.
Campeão Sul-Americano Absoluto nos 50m livre e 50m borboleta em Medellín-2006, vice-campeão Sul-Americano Absoluto nos 100m livre em Medellín-2006.
Integrou a delegação nacional que participou do Campeonato Mundial de Desportos Aquáticos de 2009, em Roma, onde competiu na prova de revezamento 4x100 metros livre, juntamento com César Cielo, Fernando Silva e Nicolas Oliveira. A equipe terminou a final na quarta colocação, com a marca de 3m10s80, recorde sul-americano.
Nos Jogos Sul-Americanos de 2010, obteve a medalha de prata nos 4x100m livres.
Participando do Campeonato Mundial de Natação em Piscina Curta de 2012, em Istambul, foi à final dos 4x100m medley, terminando em 4º lugar , e dos 4x100m livres, terminando em 6º lugar. Também ficou em 15º nos 100 metros livres.

## Marcas importantes
Roth é o atual detentor, ou ex-detentor, dos seguintes recordes:
Piscina olímpica (50 metros)
- Recordista sul-americano do revezamento 4x100m livre: 3m10s80, obtidos em 26 de julho de 2009, com César Cielo, Fernando Silva e Nicolas Oliveira[15][9]